# Estadio Víctor Manuel Reyna
Az Estadio Víctor Manuel Reyna vagy Estadio Zoque a mexikói Chiapas állam fővárosának, Tuxtla Gutiérreznek az egyik labdarúgó-stadionja, jelenleg a Chiapas FC otthona. Névadója egy 1910 és 1973 között élt híres helyi sportoló, testnevelő-tanár, a helyi labdarúgás történetének jelentős alakja.

## Története
A stadiont 1982-ben építették, ám ekkor még csak 6000 férőhelyes volt. Amikor 2002-ben megalapították a Jaguares de Chiapas csapatot, az épületet is jelentősen átépítették, bővítették: ekkor befogadóképessége 27 500-ra nőtt. Az új együttes a megújított épületben a Chivas de Guadalajara ellen mutatkozott be 2002. augusztus 17-én egy 1–1-es döntetlennel. 2008-ban válogatott-mérkőzésre is sor került itt: a 2010-es világbajnokság egyik selejtező mérkőzésén Mexikó 2–1-re győzött Kanada legjobbjai ellen. 2014-ben ismét változtattak és bővítettek a stadionon, a bajnokság Apertura szezonját már egy közel 30 000 férőhelyes stadionban kezdhette meg a Chiapas FC. A lelátókat Chiapas államban készült tájképekkel díszítették.